# Schloss Krengerup

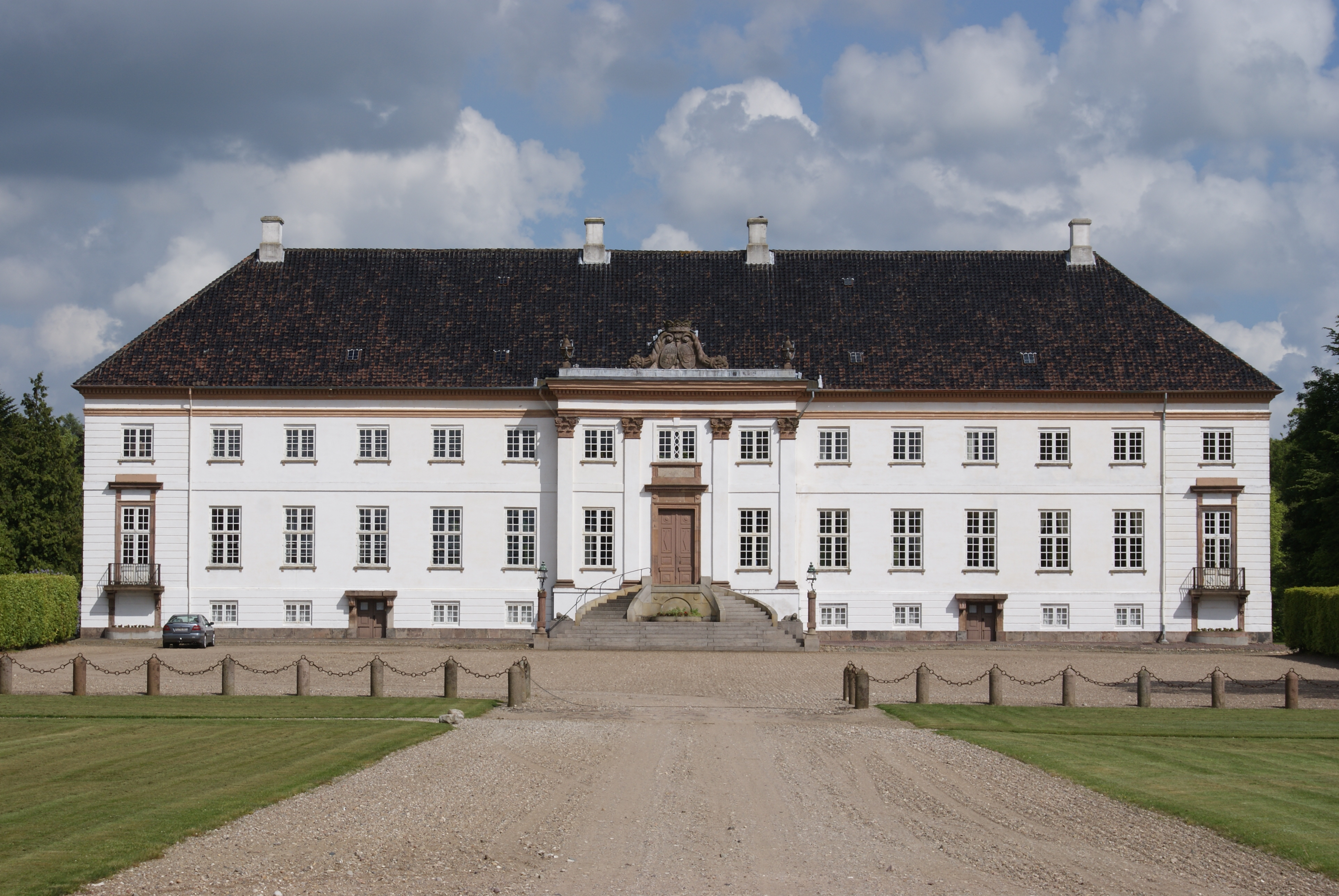
Blick auf die Hoffassade von Schloss Krengerup

Das Schloss Krengerup auf der Insel Fünen in Dänemark ist das Herrenhaus der gleichnamigen Gutsanlage. Das Gut liegt in der ehemaligen Gemeinde Glamsbjerg. Auf dem Gelände des Guts befinden sich verschiedene Museen und Sammlungen sowie ein öffentlich zugänglicher Park, das Herrenhaus selbst ist nicht für die Öffentlichkeit zugänglich.

## Geschichte
Der Name Krengerup erscheint 1514 das erste Mal als Ortsteil des Kirchspiel Ørsted, wohl als Bauernhof. Um 1590 machte Gabriel Knudsen Akeleye, der Amtmann von Fünen, Krengerup zum Zentrum seines Lehnsbesitzes von 43 Bauernhöfen und baute es zu einem Herrensitz aus. Seine Familie besaß das Gut bis 1658, danach wechselte es in schneller Folge mehrfach den Besitzer. 
1672 kaufte es Claas Daa, der zwei Jahre Sophie Amalie Lindenov (1648–1688), eine Enkelin von König Christian IV. und Kirsten Munk heiratete. Nachdem er 1678 ermordet wurde – angeblich von einem Liebhaber seiner Frau, verkaufte seine Witwe das Gut. Der nächste Besitzer Morten Skinkel vereinte Krengerup mit den Nachbargütern Brahesholm und Søholm.
1768 erbte der königliche Günstling Conrad Holck Krengerup von seiner Frau Christine Stockfleth, die kurz nach der Hochzeit 16-jährig starb. Unter Johann Friedrich Struensee fiel er wenig später in Ungnaden und verließ Dänemark. 
Seit 1770, als der ehemalige Vizestatthalter von Norwegen, Christian Rantzau (1684–1771), das Gut von Holck kaufte, befindet es sich im Besitz der Familie Rantzau. Sein Sohn Frederik Sigfred Rantzau (1744–1822) ließ anstelle des alten Fachwerkhauses ab 1772 das heutige Schloss errichten. Nach ihm wurde das Gut von 1783 bis 1917 Frederikslund genannt, danach erhielt es wieder die alte Bezeichnung Krengerup. 

## Baulichkeiten

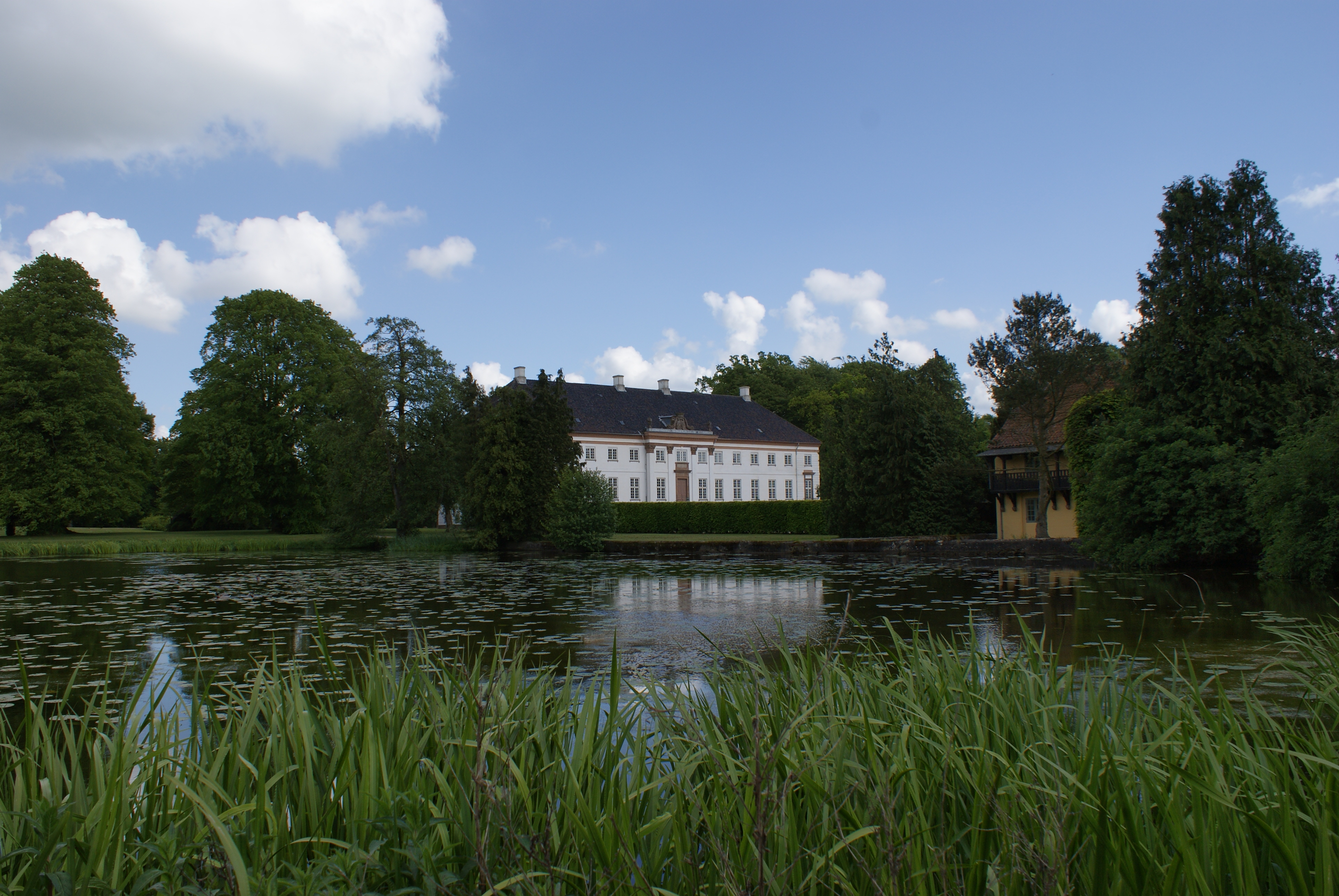
Blick durch die Gartenanlage auf das Schloss

### Das Herrenhaus
Das dreigeschossige Haupthaus ist ein querliegender, weißer klassizistischer Bau von 1772. Der Architekt war Hans Næss, der jedoch auch Einflüsse seines Lehrmeisters N. H. Jardin verarbeitete. Von den fünfzehn Fensterachsen zur Hauptfront bilden drei einen Mittelrisalit mit einer großen Treppenanlage, die in das Piano nobile über einem hohen Sockelgeschoss führt, und einem von vier Pilastern getragenen Architrav. Der Mittelteil wird von jeweils fünf Fensterachsen flankiert, die von zwei einachsigen Eckrisaliten mit jeweils einem kleinen Balkon begrenzt werden. Das große ungegliederte Walmdach nimmt auf die Einteilung der Fassade keinen Bezug. Die Inneneinrichtung stammt zum größten Teil von 1770 bis 1780.
Auf Krengerup wurde lange die sogenannte Rantzau-Tafel aufbewahrt; ein großformatiger Stammbaum der Familie, dessen Randleiste mit fünfzig der Rantzauer Herrenhäuser geziert ist. Der Stammbaum wurde durch Heinrich Rantzau im 16. Jahrhundert in Auftrag gegeben und von Daniel Freese angefertigt.

### Die Wirtschaftsbauten und die Museen
Die dreiflügelige Anlage um den Wirtschaftshof direkt vor dem Haupthaus besteht aus einheitlichen Fachwerkbauten mit Reetdächern von 1771. Seit 2001 ist das Škoda-Museum in einer alten Scheune (1773) des Schlosses untergebracht. Hier werden unter anderem verschiedene Modelle (1937–2004) dieser tschechischen Automobilmarke präsentiert. Ebenso befindet sich ein Flachsweberei-Museum mit Jacquardwebstühlen auf dem Gelände.